# Grande Prêmio Capodarco
O Grande Prêmio Capodarco (oficialmente:GP Capodarco-Comunità di Capodarco) é uma corrida de ciclismo italiana disputada Capodarco, na província de Fermo.
A primeira edição oficial correu-se em 1964, ainda que existem 2 edições prévias em 1946 e 1953 que não fazem parte do palmarés oficial da prova. Desde a criação dos Circuitos Continentais da UCI em 2005 faz parte do UCI Europe Tour, dentro da categoria 1.2 (última categoria do profissionalismo). Anteriormente foi de categoria 1.6(máxima categoria amador)

## Palmarés
Em amarelo: edição amador.
| Ano       | Vencedor                          | Segundo             | Terceiro               |
| --------- | --------------------------------- | ------------------- | ---------------------- |
| 1964      | Marcello Baccarini                | Primo de Martino    | Sandro Ciccarelli      |
| 1965-1971 | Não se disputou                   | Não se disputou     | Não se disputou        |
| 1973      | Massimo Zani                      | Remo Malavolta      | Giancarlo Turci        |
| 1974      | Massimo Tedeschi                  | Peppino Zu          | Enrico Pochini         |
| 1975      | Massimo Tedeschi                  | Maurizio Bolognesi  | Enrico Pochini         |
| 1976      | Franco Abbruzzetti                | Paolo De Carlonis   | Patrizio Panzanera     |
| 1977      | Maurizio Pennachini               | Remo Salutari       | Domenico Felici        |
| 1978      | Pierino Bravi                     | Paolo De Carlonis   | Maurizio Rossi         |
| 1979      | Giancarlo Montedori               | Marco Vitali        | Marcello Umbre         |
| 1980      | Giuseppe Dei Sciorio              | Valerio Piva        | Giampiero Pistolesi    |
| 1981      | Piero Onesti                      | Primož Čerin        | Michele Fabbri         |
| 1982      | Tullio Cortinovis                 | Maurizio Viotto     | Raffaele Dei Francesco |
| 1983      | Salvatore Cavallaro               | Primož Čerin        | Bojan Ropret           |
| 1984      | Tullio Cortinovis                 | Flavio Giupponi     | Stefano Colagè         |
| 1985      | Nino Tripodi                      | Marco Saligari      | Massimo Ghirardi       |
| 1986      | Marcello Siboni                   | Giuliano Tomassoli  | Maurizio Spreafico     |
| 1987      | Mario Austero                     | Moreno Picchio      | Sandi Papež            |
| 1988      | Paolo Lanfranchi                  | Moreno Picchio      | Antonio Cardamone      |
| 1989      | Davide Bramati                    | Massimo Ghirardi    | Oscar Pellicciotti     |
| 1990      | Wladimir Belli                    | Ivan Gotti          | Mauro Consonni         |
| 1991      | Fabio Casartelli                  | Gianmatteo Fagnini  | Paolo Valoti           |
| 1992      | Marco Milesi                      | Fabio Casartelli    | Sergio Barbero         |
| 1993      | Roberto Pistore                   | Mauro Sandroni      | Alberto Puerini        |
| 1994      | Juan Carlos Domínguez             | Dario Frigo         | Claudio Ainardi        |
| 1995      | Paolo Valoti                      | Alberto Puerini     | Oscar Pozzi            |
| 1996      | Gianluca Valoti                   | Emanuele Lupi       | Maurizio Frizzo        |
| 1997      | Massimo Codol                     | Simone Campagnari   | Cristian Auriemma      |
| 1998      | Giorgio Feliziani                 | Gianluca Tonetti    | Nicola Ramacciotti     |
| 1999      | Milan Kadlec                      | Domenico Romano     | Francesco Magni        |
| 2000      | Massimiliano Martella             | Sylwester Szmyd     | Boris Gapych           |
| 2001      | Alessandro Delfatti               | Luis Felipe Laverde | Andrei Korovine        |
| 2002      | Antonio Quadranti                 | Matteo Cappe        | Ezio Casagrande        |
| 2003      | Moisés Aldape Chávez              | Devide Garbelli     | Davide Torosantucci    |
| 2004      | Moisés Aldape Chávez              | Luca Capodaglio     | Branislau Samoilau     |
| 2005      | Fernando Herrero                  | Anton Rechetnikov   | Luigi Sestili          |
| 2006      | Marco bandera                     | Francesco De Bonis  | Anton Rechetnikov      |
| 2007      | Hrvoje Miholjević                 | Francesco De Bonis  | Sergey Renev           |
| 2008      | Peter Kennaugh                    | Simon Clarke        | Dmitriy Sokolov        |
| 2009      | Salvatore Mancuso                 | Egor Silin          | Diego Ulissi           |
| 2010      | Enrico Battaglin                  | Stefano Locatelli   | Julian Arredondo       |
| 2011      | Mattia Cattaneo                   | Enrico Battaglin    | Moreno Moser           |
| 2012      | Gianfranco Zilioli                | Jay McCarthy        | Stanislau Bazhkou      |
| 2013      | Matteo Busato                     | Mario Sgrinzato     | Gianfranco Zilioli     |
| 2014      | Robert Power                      | Gianni Moscon       | Moreno Giampaolo       |
| 2015      | Riccardo Donato                   | Simone Velasco      | Filippo Fiorelli       |
| 2016      | Jai Hindley                       | Edward Ravasi       | Alexandr Riabushenko   |
| 2017      | Mark Padun                        | Yuriy Natarov       | Galym Akhmetov         |
| 2018      | Einer Rubio                       | Davide Casarotto    | Dario Puccioni         |
| 2019      | Filippo Zana                      | Kevin Colleoni      | Marco Murgano          |
| 2020      | Anulado pela pandemia de COVID-19 |                     |                        |
| 2021      | Simone Raccani                    | Andrea Piccolo      | Alex Tolio             |

## Palmarés por países
| País        | Vitórias |
| ----------- | -------- |
| Itália      | 38       |
| México      | 2        |
| Espanha     | 2        |
| Austrália   | 2        |
| Chéquia     | 1        |
| Croácia     | 1        |
| Reino Unido | 1        |
| Ucrânia     | 1        |
| Colômbia    | 1        |